# Bhutaniella scharffi
Bhutaniella scharffi là một loài nhện trong họ Sparassidae.
Loài này thuộc chi Bhutaniella. Bhutaniella scharffi được miêu tả năm 2005 bởi Vedel & Peter Jäger.